# Trolejbusy w Barnaule
Trolejbusy w Barnaule – system trolejbusowy funkcjonujący w mieście Barnauł, w Kraju Ałtajskim, w Rosji. Został uruchomiony 19 października 1973 r. Operatorem jest przedsiębiorstwo Gorelektrotrans.

## Linie
W 2019 r. w mieście funkcjonowało 6 linii:
| Linia | Trasa                                     |
| ----- | ----------------------------------------- |
| 1     | Stadion ↔ Płoszczad´ Bawarina             |
| 6     | Sołniecznaja poliana ↔ Płoszczad´ Pobiedy |
| 7     | Ulica Wzletnaja ↔ Płoszczad´ Bawarina     |

## Tabor
Stan z 4 czerwca 2020 r.
| Zdjęcie        | Typ            | Eksploatacja od | Liczba |
| -------------- | -------------- | --------------- | ------ |
|                | ZiU-9          | 1989            | 33     |
|                | BTZ-5276-01    | 2000            | 2      |
|                | BTZ-5201       | 2000            | 1      |
|                | BTZ-52011      | 2000            | 1      |
|                | AKSM-201.01    | 2007            | 12     |
|                | AKSM-321.02B   | 2009            | 1      |
|                | ST-6217M       | 2012            | 2      |
|                | WMZ-5298.01    | 2013            | 6      |
|                | WMZ-52981      | 2013            | 2      |
| Łączna liczba: | Łączna liczba: | Łączna liczba:  | 60     |